# James Hutchison (1er baronnet)
Pour les articles homonymes, voir Hutchison et James Hutchison.
James Riley Holt Hutchison, 1er baronnet, (10 avril 1893-24 février 1979) est un officier de l'armée britannique, directeur de la société et homme politique. Il est le fils d'un armateur écossais et passe sa vie professionnelle dans le même domaine comme directeur de constructeurs navals, mais combat dans les deux guerres mondiales au cours d'une longue carrière militaire. Il se distingue en tant que principal officier de liaison britannique avec la Résistance française pendant la Seconde Guerre mondiale au cours de laquelle il a besoin de chirurgie plastique pour dissimuler son apparence aux Allemands; il est surnommé le " Le Mouron rouge du Maquis ". À la fin de la Seconde Guerre mondiale il est élu député unioniste à Glasgow et, bien que la ville se retourne contre son parti, il mène une carrière parlementaire de 14 ans.

## Première Guerre mondiale
Le père de Hutchison, Thomas Holt Hutchison (1861-1918), est un armateur et magistrat de Glasgow qui a un amour de la mer et du commerce maritime, qu'il transmet à son fils . Il est envoyé à la Stanmore Park Preparatory School puis à la Harrow School pour son éducation, suivie de quelques études en France avant de rejoindre l'entreprise familiale à l'âge de 19 ans en 1912. Il est encore en train d'apprendre le métier lorsque le déclenchement de la Première Guerre mondiale l'amène à obtenir une commission dans le Lanarkshire Yeomanry. Hutchison est ensuite attaché au 19e Lanciers (Fane's Horse) en France et en 1917 au 17e de cavalerie de l'armée indienne en Inde, et sert tout au long de la guerre,. Hutchison maintient ses liens avec le Lanarkshire Yeomanry et trois décennies plus tard, il est nommé colonel honoraire du régiment.

## Carrière dans les affaires
À son retour de la guerre, Hutchison reprend sa carrière dans les affaires, où il accède à des postes de direction. Il est le représentant de Glasgow à la Chamber of Shipping de 1933 à 1935 et devient président de la Ailsa Shipbuilding Company, de Hutchison and Craft Ltd et de Grampian Holdings, ainsi que directeur de la Tayside Floorcloth Company Ltd. Il est également courtier en assurances. En 1928, Hutchison épouse Winefryde Craft, qui lui donne un fils et une fille (qui meurt avant son père).

## Deuxième Guerre mondiale
Bien qu'il ait atteint la fin de la quarantaine, Hutchison s'enrôle à nouveau au début de la Seconde Guerre mondiale. Au début de la guerre, il sert en France et en Afrique du Nord, avant de rejoindre l'état-major. Là, il est nommé comme le lien principal entre les forces britanniques et la section française du Special Operations Executive, le corps secret et audacieux qui entreprend des opérations de sabotage derrière les lignes ennemies.
Malgré ses 50 ans, Hutchison reçoit l'ordre de se rendre en France pour poursuivre le travail de liaison avec la Résistance française après le débarquement de Normandie. Cependant, le visage du « colonel Hutchison » est bien connu de la Gestapo, qui abat les saboteurs après leur capture. Il se rend donc chez des chirurgiens plasticiens de Londres pour faire déguiser son apparence avant de se rendre en France. Une fois l'opération terminée, il est parachuté en Normandie et reprend son travail. Hutchison est si efficace qu'on le surnomme le « Le Mouron rouge du maquis » ; il n'a pas été capturé pendant quatre mois en France, et à la fin de la guerre il reçoit l'Ordre du Service distingué des Britanniques. Les Français lui décernent la Croix de Guerre et le font chevalier de la Légion d'honneur.

## Député de Glasgow
Immédiatement après avoir quitté l'armée, Hutchison se lance dans le monde politique en tant que candidat conservateur à Glasgow Central. L'élection précédente avait vu une majorité conservatrice relativement étroite de 3 521 voix, et est considérée comme suffisamment représentative pour être un test d'opinion parmi la communauté des affaires de Glasgow. Le chef du Parti conservateur Winston Churchill (qui arrive un peu en retard) s'exprime à une réunion de masse à Blythswood Square dans la circonscription et reçoit un accueil chaleureux de la part d'une grande foule. Dans les circonstances de l'élection (où les conservateurs perdent 180 sièges), Hutchison gagne avec 1 516 voix de majorité, bien que le swing à Glasgow ait été bien moindre qu'ailleurs.
Sans tarder, Hutchison prononce son premier discours lors du débat sur le Discours du Trône, louant le Royaume-Uni pour avoir guidé le progrès des peuples du monde sur la voie de l'amélioration sociale et appelant à ce qu'un salaire minimum et une journée de travail maximum soient imposés aux les nations vaincues. Lors du vote décisif de décembre 1945 sur l'acceptation ou non du prêt anglo-américain, Hutchison s'abstient expliquant dans une lettre au Times que la législation a été « scandaleusement précipitée » et qu'il y a trop peu de temps pour l'examen et le débat.
Hutchison est préoccupé par le projet de loi sur l'aviation civile du gouvernement, en particulier par ses effets sur l'aéroport de Prestwick, qui, selon lui, serait « [jeté] par-dessus bord ». En juillet 1946, Hutchison rappelle au Premier ministre Clement Attlee qu'il y a des centaines d'anciens officiers qui se sont entraînés avec les mouvements de résistance, et suggère d'en utiliser certains pour aider à vaincre le terrorisme en Palestine, tant arabe que juif. Il est un adversaire instinctif de la nationalisation, en particulier de l'industrie de la production d'électricité qu'il considère comme efficace et prudente.
Lorsque le gouvernement annonce la fin du mandat britannique en Palestine, Hutchison pense que le territoire est de la dynamite et prédit une position impossible avec une police juive à Tel-Aviv et une force de police arabe à Jaffa. Il est un adversaire actif de la nationalisation du fer et de l'acier, siégeant au comité permanent examinant le projet de loi sur le fer et l'acier, où il fait pression en vain pour qu'un membre de la société dirigeant l'industrie soit d'Écosse et un du Pays de Galles.
Hutchison se concentre sur les questions industrielles pendant son mandat au Parlement, s'opposant aux réglementations qui restreignent la liberté des affaires sur des questions telles que le contrôle des prix. Il insiste sur le fait que ces ordonnances sont « pleines de vices » et remet en question leur légalité. Il poursuit sa carrière commerciale et est président national de la Incorporated Sales Managers' Association à partir de 1949. Ses relations avec la construction navale lui valent d'être nommé président parlementaire de l'Association des autorités portuaires et portuaires, ce qui est considéré comme un choix heureux. Hutchison est suffisamment connu pour être référencé dans la propagande soviétique de l'époque, étant donné comme l'un des quatre exemples des « magnats industriels, aristocrates propriétaires terriens, marchands et politiciens professionnels » composant le Parti conservateur dans un article de Trud.

## Défaite et retour rapide
Aux élections générales de 1950, Hutchison voit sa circonscription, trop petite, élargie à l'est, englobant principalement des électeurs travaillistes, mais on pense qu'il a été mis beaucoup plus en difficulté à cause de l'abolition du vote pour les locaux commerciaux. Hutchison perd par 3 004 voix .
En août 1950, Arthur Young, député unioniste de la circonscription de Scotstoun au nord-ouest de Glasgow, décède. Hutchison est sélectionné pour lui succéder en partant d'une majorité de 239 voix. Après un scrutin serré, Hutchison emporte le siège avec une majorité accrue de 1 319 voix. Il replonge dans le débat partisan, arguant lors du budget de 1951 que le gouvernement n'aurait pas eu à augmenter l'impôt sur le revenu s'il avait pu percevoir tous les impôts dus. Plus tard, il insiste sur le fait que l'entreprise et le courage commercial sont menacés par le budget.

## Ministère de la guerre
Bien que sa majorité ait été réduite à 625 voix aux élections générales de 1951 Hutchison est nommé secrétaire financier et sous-secrétaire d'État au ministère de la Guerre. Avec son poste, il est d'office vice-président du Conseil de l'armée et il suppléé parfois le secrétaire d'État en assistant aux réunions du Cabinet. Hutchison soutient le mouvement controversé de réarmement allemand en 1952, arguant que l'Allemagne devrait supporter une partie du fardeau de sa propre défense.
En 1953, Hutchison lance une réorganisation du British Anti-Aircraft Command, qui réduit le nombre d'unités antiaériennes lourdes et transfère certaines unités antiaériennes de l'armée territoriale à la force de campagne. Il quitte ses fonctions en octobre 1954, remplacé par un autre officier militaire écossais Fitzroy Maclean. Après son retour à l'arrière-ban, Hutchison reprend ses discours partisans ; en décembre 1954, il attaque des députés travaillistes pour avoir politisé des sujets militaires dans le but d'obtenir des félicitations politiques. En mars 1955, après un rapport sur les activités de certains communistes britanniques en Corée, il les exhorte à les poursuivre pour trahison.

## Peine de mort
Après une réélection étroite aux élections générales de 1955 dans lesquelles il a une majorité de 428 voix, Hutchison devient président du Conseil britannique du Mouvement européen. Il s'oppose à l'agitation pour l'égalité de rémunération pour les femmes en novembre 1955, arguant qu'"elles pourraient se retrouver complètement sans emploi". Au début de 1956, il dépose une motion pour maintenir la peine de mort pour les meurtriers de policiers.

## Incidents de la guerre froide
Dans la liste des distinctions honorifiques du Nouvel An de 1956, Hutchison reçoit le titre de baronnet. Lorsque le plongeur commandant "Buster" Crabb disparait près du navire transportant Nikita Khrouchtchev et d'autres dirigeants soviétiques, Hutchison lance un appel au réalisme et note que les Russes semblent plus disposés à laisser l'affaire s'estomper que l'opposition britannique. Il note que la Grande-Bretagne n'est pas la seule nation avec un service secret. En décembre 1956, Hutchison est élu président du comité des membres unionistes écossais.
En janvier 1957, Hutchison est le premier député britannique à se rendre en Hongrie après la répression du soulèvement de l'année précédente. A son retour, il fait l'éloge du peuple hongrois, déclarant qu'il est déterminé à ne pas soutenir le régime de Kádár. Après quelques années en tant que délégué, en mai 1957, Hutchison devient président de l'Assemblée de l'Union de l'Europe occidentale.
Hutchison se concentre de plus en plus sur les questions de défense à la fin des années 1950 et appelle également à davantage d'investissements dans la recherche atomique. Il fait pression en décembre 1957 pour que le Royaume-Uni adhère à l'Agence européenne pour l'énergie nucléaire. Ses efforts sont couronnés de succès en mai 1958 lorsque le gouvernement annonce qu'un accord de collaboration technique avec Euratom serait négocié. L'accord est signé en février 1959. Hutchison est l'un des parrains d'une motion d'arrière-ban des conservateurs qui rejette le désarmement nucléaire unilatéral, qui obtient plus de 100 signataires.

## Carrière professionnelle ultérieure
En 1958 Hutchison annonce qu'il ne se représenterait pas et quitte le Parlement aux élections générales de 1959. Cette année-là, il devient vice-président des Associated British Chambers of Commerce et devient président de 1960 à 1962. Il est également membre du Conseil des exportations pour l'Europe à partir de 1960. Hutchison est président de la Chambre de commerce de Westminster en 1963. Il occupe également certaines fonctions politiques, notamment en tant que membre d'un petit comité examinant les demandes de libération de militaires afin de lutter contre les élections partielles parlementaires .
Il est nommé officier du Très vénérable ordre de Saint-Jean en 1972, et il reçoit un doctorat honorifique en droit de l'Université de Glasgow en 1973.
Hutchison est enterré avec ses parents à l'est du sommet dans la nécropole de Glasgow.